# Distretto di Mueang Udon Thani
Il distretto di Mueang Udon Thani (in thailandese: เมืองอุดรธานี) è un distretto (amphoe) della Thailandia, situato nella provincia di Udon Thani.